# Paraformaldehidă
Paraformaldehida (PFA) este un compus organic, fiind cel mai simplu compus polioximetilenic, un poli-acetal și un produs de polimerizare al formaldehidei. Gradul uzual de polimerizare este de 8-100 unități. Prezintă un ușor miros de formaldehidă din cauza descompunerii.

## Proprietăți
Paraformaldehida poate suferi un proces de depolimerizare la formaldehidă prin încălzire.